# Barret-de-Lioure
Barret-de-Lioure is een gemeente in het Franse departement Drôme (regio Auvergne-Rhône-Alpes) en telt 80 inwoners (2010). De plaats maakt deel uit van het kanton Nyons et Baronnies en van het arrondissement Nyons.

## Geografie
De oppervlakte van Barret-de-Lioure bedraagt 34,64 km², de bevolkingsdichtheid is 2,3 inwoners per km².

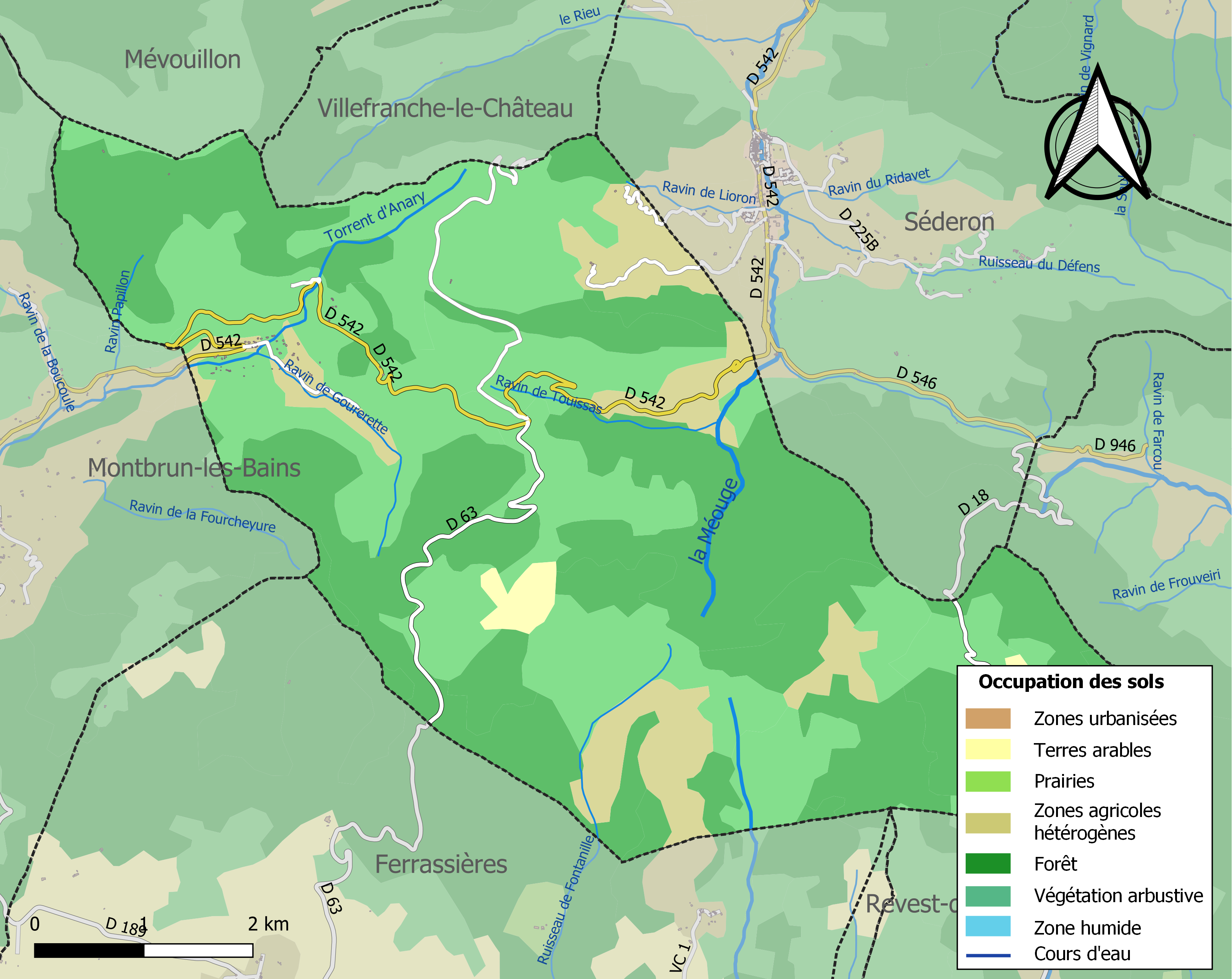
Kaart van de gemeente met belangrijkste infrastructuur, bodemgebruik en omliggende gemeenten

## Demografie
Onderstaande figuur toont het verloop van het inwonertal (bron: INSEE-tellingen).